# Championnat de France de motocross 2017
Navigation
Championnat 2016 Championnat 2018
Le Championnat de France de motocross 2017 est une édition du championnat de France de motocross organisé par la FFM.

## Calendrier et résultats

### MX1
| Épreuve | Date    | Lieu                 | Manche 1         | Manche 2         | Vainqueur de l'épreuve |
| ------- | ------- | -------------------- | ---------------- | ---------------- | ---------------------- |
| 1       | 18 mars | Saint-Jean-d'Angély  | Maxime Desprey   | Steven Lenoir    | Steven Lenoir          |
| 2       | 2 avril | Romagné              | Xavier Boog      | Xavier Boog      | Xavier Boog            |
| 3       | 9 avril | Castelnau-de-Lévis   | Valentin Teillet | Xavier Boog      | Xavier Boog            |
| 4       | 1 mai   | Gaillac-Toulza       | Valentin Teillet | Valentin Teillet | Valentin Teillet       |
| 5       | 21 mai  | Saint-Thibéry        | Valentin Teillet | Valentin Teillet | Valentin Teillet       |
| 6       | 4 juin  | Pernes-les-Fontaines | Xavier Boog      | Valentin Teillet | Xavier Boog            |

### MX2
| Épreuve | Date    | Lieu                 | Manche 1          | Manche 2          | Vainqueur de l'épreuve |
| ------- | ------- | -------------------- | ----------------- | ----------------- | ---------------------- |
| 1       | 18 mars | Saint-Jean-d'Angély  | Mathys Boisramé   | Mathys Boisramé   | Mathys Boisramé        |
| 2       | 2 avril | Romagné              | Arnaud Aubin      | Nicolas Dercourt  | Nicolas Dercourt       |
| 3       | 9 avril | Castelnau-de-Lévis   | Anthony Boissiere | Anthony Boissiere | Anthony Boissiere      |
| 4       | 1 mai   | Gaillac-Toulza       | Jimmy Clochet     | Thomas Do         | Jimmy Clochet          |
| 5       | 21 mai  | Saint-Thibéry        | Florent Richier   | Arnaud Aubin      | Florent Richier        |
| 6       | 4 juin  | Pernes-les-Fontaines | Arnaud Aubin      | Tom Vialle        | Tom Vialle             |

### Junior
| Épreuve | Date     | Lieu                 | Manche 1           | Manche 2         | Vainqueur de l'épreuve |
| ------- | -------- | -------------------- | ------------------ | ---------------- | ---------------------- |
| 1       | 18 mars  | Saint-Jean-d'Angély  | Calvin Fonvielle   | Calvin Fonvielle | Calvin Fonvielle       |
| 2       | 2 avril  | Romagné              | Rick Elzinga       | Rick Elzinga     | Rick Elzinga           |
| 3       | 9 avril  | Castelnau-de-Lévis   | Thibault Benistant | Calvin Fonvielle | Calvin Fonvielle       |
| 4       | 30 avril | Bitche               | Thibault Benistant | Scotty Verhaeghe | Scotty Verhaeghe       |
| 5       | 21 mai   | Saint-Thibéry        | Thibault Benistant | Maxime Charlier  | Thibault Benistant     |
| 6       | 4 juin   | Pernes-les-Fontaines | Calvin Fonvielle   | Maxime Charlier  | Yann Crnjanski         |
| 7       | 18 juin  | Mothern              | Calvin Fonvielle   | Calvin Fonvielle | Calvin Fonvielle       |